# Netxàievski (Krasnodar)
Netxàievski (en rus Нечаевский) és un khútor del krai de Krasnodar, a Rússia. És a la vora esquerra del riu Kuban, prop de Pervomaiski i de Moldavanski, a 35 km al nord d'Abinsk i a 58 km al nord-oest de Krasnodar. Pertany al municipi d'Olguinski.